# Кертанті Родіон В'ячеславович
Родіон В'ячеславович Кертанті (рос. Родион Вячеславович Кертанти; словац. Radion Kertanti; нар. 9 січня 1971, село Чикола, Північно-Осетинська АРСР, РРФСР, СРСР) — словацький борець вільного стилю осетинського походження, срібний призер чемпіонату Європи, учасник двох Олімпійських ігор.

## Життєпис
Вихованець Ірафської дитячої спортивної школи. Перший і особистий тренер — заслужений тренер Росії Ахсар Борисович Макоєв. Був чемпіоном Збройних сил СРСР, призером чемпіонату Співдружності Незалежних Держав, великого міжнародного турніру, після якого він отримав запрошення від федерації боротьби Словаччини. Отримавши гарантії місця в олімпійській збірній країни, став захищати кольори Словаччини. На Атлантській Олімпіаді у ваговій категорії до 74 кілограмів у підгрупі він програв два поєдинки, вигравши один, але не вийшов до чвертьфіналу.
У наступні роки Родіон незмінно ставав чемпіоном Словаччини, вигравав найпрестижніші міжнародні турніри. 2000 року знову виступив на Олімпійських іграх, в Сіднеї. У підгрупі він програв всі три поєдинки і знов не вийшов до чвертьфіналу.
На чемпіонаті Європи Родіон Кертанті лише у фіналі поступився своєму супернику російському борцю чеченського походження Бувайсару Сайтієву та завоював срібну медаль. За підсумками року Родіон був визнаний найкращим спортсменом Словаччини.
До початку 2004 року Родіон продовжував активні заняття спортом, залишаючись лідером збірної у ваговій категорії до 76 кілограмів. Але після невдалого відбору на Афінську Олімпіаду перейшов на тренерську роботу: спочатку очолив клуб, одночасно займаючись із борцями збірної Словаччини, а з березня 2005 року йому доручено тренувати збірну Словаччини.
Виступав за спортивний клуб «Дунайплавба» Братислава. Тренер — Любомир Логиня (з 1994) Дан Карабін (з 2001).

## Спортивні результати на міжнародних змаганнях

### Виступи на Олімпіадах
| Змагання                    | Збірна     | Вагова категорія          | Місце |
| --------------------------- | ---------- | ------------------------- | ----- |
| Літні Олімпійські ігри 1996 | Словаччина | вільна боротьба, до 74 кг | 15    |
| Літні Олімпійські ігри 2000 | Словаччина | вільна боротьба, до 76 кг | 15    |

### Виступи на Чемпіонатах світу
| Змагання                        | Збірна     | Вагова категорія          | Місце |
| ------------------------------- | ---------- | ------------------------- | ----- |
| Чемпіонат світу з боротьби 1998 | Словаччина | вільна боротьба, до 76 кг | 11    |
| Чемпіонат світу з боротьби 1999 | Словаччина | вільна боротьба, до 76 кг | 11    |
| Чемпіонат світу з боротьби 2001 | Словаччина | вільна боротьба, до 76 кг | 4     |

### Виступи на Чемпіонатах Європи
| Змагання                         | Збірна     | Вагова категорія          | Місце  |
| -------------------------------- | ---------- | ------------------------- | ------ |
| Чемпіонат Європи з боротьби 1996 | Словаччина | вільна боротьба, до 74 кг | Срібло |
| Чемпіонат Європи з боротьби 1998 | Словаччина | вільна боротьба, до 76 кг | 6      |
| Чемпіонат Європи з боротьби 1999 | Словаччина | вільна боротьба, до 76 кг | 4      |
| Чемпіонат Європи з боротьби 2001 | Словаччина | вільна боротьба, до 76 кг | 7      |
| Чемпіонат Європи з боротьби 2002 | Словаччина | вільна боротьба, до 74 кг | 10     |

### Виступи на інших змаганнях
| Змагання                                                         | Збірна     | Вагова категорія          | Місце  |
| ---------------------------------------------------------------- | ---------- | ------------------------- | ------ |
| Гран-прі Німеччини з боротьби 1996                               | Словаччина | вільна боротьба, до 74 кг | 7      |
| Гран-прі Німеччини з боротьби 1999                               | Словаччина | вільна боротьба, до 76 кг | 4      |
| Олімпійський кваліфікаційний турнір з боротьби 2000 (Мінськ)     | Словаччина | вільна боротьба, до 76 кг | 17     |
| Олімпійський кваліфікаційний турнір з боротьби 2000 (Лейпциг)    | Словаччина | вільна боротьба, до 76 кг | 5      |
| Олімпійський кваліфікаційний турнір з боротьби 2000 (Токіо)      | Словаччина | вільна боротьба, до 76 кг | Срібло |
| Олімпійський кваліфікаційний турнір з боротьби 2000 (Мехіко)     | Словаччина | вільна боротьба, до 76 кг | 4      |
| Гран-прі Німеччини з боротьби 2001                               | Словаччина | вільна боротьба, до 76 кг | Срібло |
| Олімпійський кваліфікаційний турнір з боротьби 2004 (Братислава) | Словаччина | вільна боротьба, до 74 кг | 11     |